# Jan Lambert Wirix-Speetjens

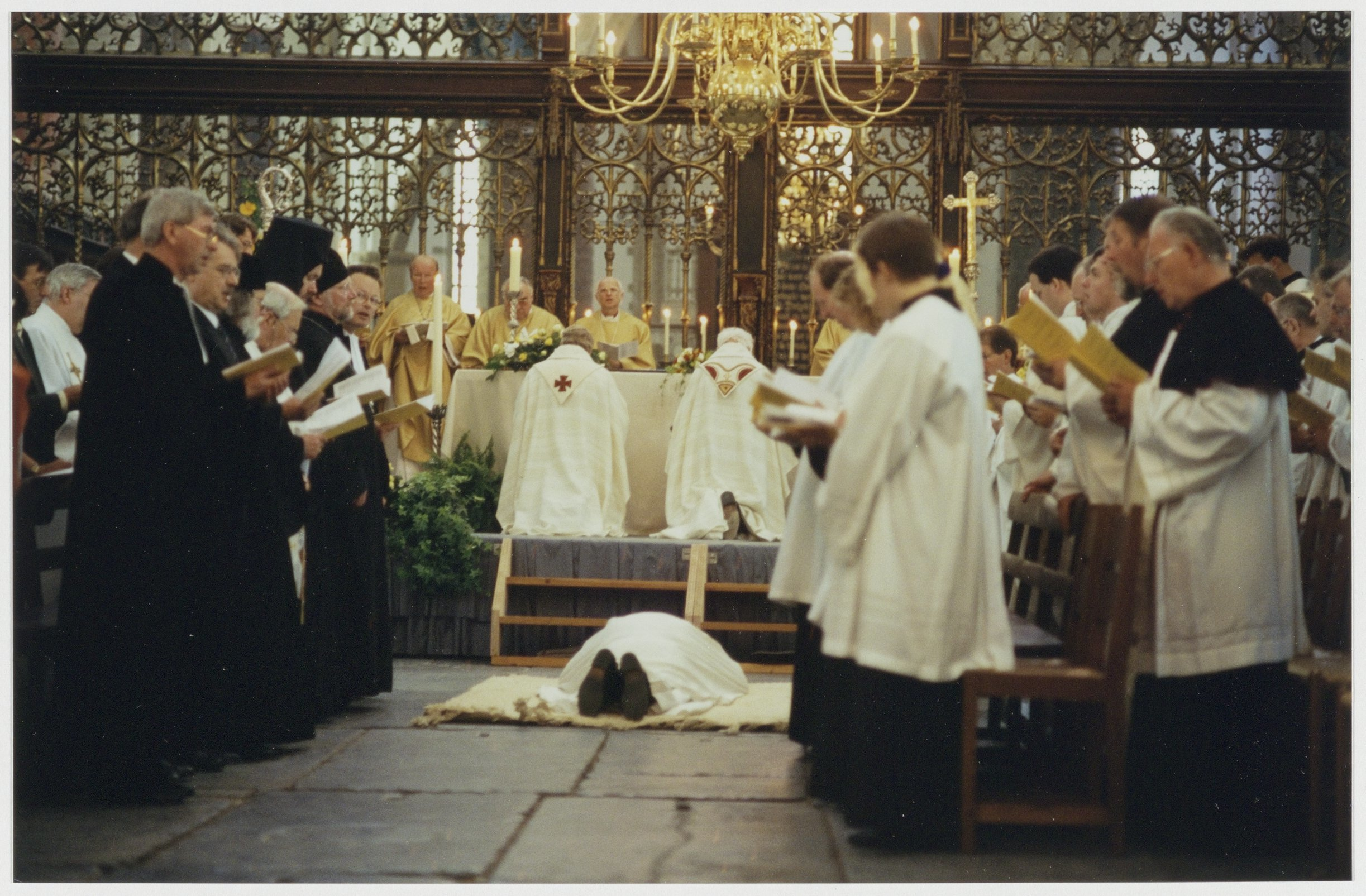
De wijding van Jan Lambert Wirix tot zeventiende oud-katholieke bisschop van Haarlem.

Jan Lambert (Bert) Wirix-Speetjens (Neeroeteren, 13 oktober 1946 - Haarlem, 29 februari 2008) was een Vlaams geestelijke en dichter. Hij was onder meer bisschop van het bisdom Haarlem van de oudkatholieke Kerk.
Wirix studeerde theologie en filosofie aan het grootseminarie van Luik en aan de Katholieke Universiteit Leuven. Hij werd in 1971 rooms-katholiek priester gewijd. Van 1977 tot 1984 was hij wetenschappelijk medewerker aan de KU Leuven en promoveerde er in 1984 op een proefschrift over christelijke riten en symbolen bij sterven en uitvaart. In zijn proefschrift zet hij kritische kanttekeningen bij de hel- en verdoemenisteksten waarmee zijn kerk toen de overledenen placht uit te luiden, maar - vroeg hij zich later af - zijn we niet naar het andere uiterste doorgeslagen door in zulke rituelen iedere dode heilig  te verklaren?
De Vlaamse priester had eigenlijk nog nooit van een 'Oudkatholieke kerk' gehoord; hij voelde zich aanvankelijk juist geheel thuis in zijn kerk van het Tweede Vaticaans Concilie, waar alles zou gaan veranderen, de ramen open zouden gaan en bisschoppen en priesters van hun zetels en kansels zouden afdalen onder de mensen. Oudere priesters hadden de jonge Wirix al gewaarschuwd voor desillusies. 
Vanaf 1982 doceerde hij aan het oudkatholieke seminarie (toen Amersfoort, inmiddels Utrecht). Naar deze kerk was hij vanuit de Rooms-Katholieke Kerk inmiddels overgestapt. Op 3 november 1994 werd hij tot zijn verbazing gekozen tot bisschop van Haarlem. Anders dan al zijn vijftien voorgangers sinds de 17e eeuw was hij nooit gewoon pastoor in het bisdom geweest. In 1995 volgde zijn wijding. Hij koos Barmhartigheid en Waarheid tot zijn wapenspreuk. De wijding vond plaats in de Grote Kerk (Sint Bavo) in Haarlem, waar sinds de Reformatie zo'n plechtigheid niet meer had plaatsgevonden. Oudkatholieke kerkgebouwen waren voor de verwachte toeloop veel te klein, rooms-katholieke hielden de deuren dicht omdat Wirix toch een van Rome afvallige en niet-celibataire priester was. Volgens Wirix had de RK bisschop van dat moment, Henricus Bomers, hem weliswaar een vriendelijk briefje gestuurd maar de uitnodiging voor de bijeenkomst afgeslagen.
Wirix was sinds 1993, ruim na zijn overgang naar de oudkatholieken, getrouwd met de historica Christel Ruts. Bij de bisschopswijding was zij hoogzwanger van hun eerste zoon. In 1997 kregen Bert en Christel hun tweede zoon, Johannes Wirix-Speetjens. Wirix publiceerde wetenschappelijke verhandelingen, een gebedenboek en - door hem zelf geïllustreerde - gedichten. Wirix bracht twee gedichtenbundels uit: 'Als de Dageraad nog Donker is' en 'Bij een Afscheid'.
Jan Lambert Wirix-Speetjens overleed op 61-jarige leeftijd aan de gevolgen van kanker. De begrafenis vond plaats in de grote Bavokerk in Haarlem. De eigen oud-katholieke kathedraal bleek te klein te zijn voor alle individuen die massaal afscheid kwamen nemen. Hij werd als bisschop opgevolgd door de destijds 49-jarige priester Dick Schoon uit IJmuiden.
- International Standard Name Identifier: 0000 0000 2162 6599
- Library of Congress Control Number: n78073480
- Nationale Bibliotheek van Tsjechië: av20211127836
- Nederlandse Thesaurus van Auteursnamen: 289755778
- Virtual International Authority File: 60343095
- WorldCat: E39PBJjhDQqKjW3kKfhXtTMgKd